# Hernán Díaz Arrieta
Hernán Díaz Arrieta (Santiago, 11 de maio de 1891 — 24 de janeiro de 1984) foi um escritor e crítico literário chileno. Arrieta, em 1913 adotou o pseudônimo de "Alone", quando escrevia contos para arevista Pluma y Lápis. Em 1959, ganhou o Prêmio Nacional de Literatura do Chile.